# Atomaria atrata
Atomaria atrata är en skalbaggsart som beskrevs av Edmund Reitter 1875. Atomaria atrata ingår i släktet Atomaria, och familjen fuktbaggar. Arten är reproducerande i Sverige.